# Steffen Burchhardt
Steffen Burchhardt (* 31. Mai 1981 in Magdeburg) ist ein deutscher Politiker der SPD. Er ist seit Juli 2014 der Landrat des Landkreises Jerichower Land.

## Leben
Sein Abitur machte Burchhardt im Jahr 2000 am Gymnasium in Burg. Danach leistete er seinen Grundwehrdienst von Juli 2000 bis Mai 2001 bei der 7. Kompanie des Transportbataillons 410 in Burg ab. Es folgte eine Ausbildung zum Bankkaufmann bei der Dresdner Bank AG von August 2001 bis Juli 2003. Von Oktober 2003 bis März 2008 studierte er Volkswirtschaftslehre an der Otto-von-Guericke-Universität in Magdeburg. Darauf folgte von April 2008 bis Juni 2014 eine Anstellung als wissenschaftlicher Mitarbeiter am Lehrstuhl für Entrepreneurship der Otto-von-Guericke-Universität Magdeburg.
Am 17. Juni 2014 wurde Burchhardt mit 68,93 % der Stimmen zum Landrat des Landkreises Jerichower Land gewählt und trat sein Amt im Juli 2014 an. Am 10. Juni 2021 wurde er mit 69,91 % der Stimmen wiedergewählt.
Im Jahre 2016 promovierte er zum Dr. rer. pol. im Fach Wirtschaftswissenschaften.
Burchhardt wohnt in der Gartenstadt Möser, ist verheiratet und hat drei Söhne.

## Mitgliedschaften und Ämter
- Mitglied im SPD-Ortsverein Möser
- stellvertretender Vorsitzender des Verwaltungsrates der Sparkasse Magdeburg
- Aufsichtsratsmitglied in der mitteldeutschen Rentenversicherung
- stellvertretendes Vorstandsmitglied des kommunalen Arbeitgeberverbandes
- 2. stellvertretender Vorsitzender der regionalen Planungsgemeinschaft
- stellvertretendes Mitglied im Vorstand des Kommunalen Versorgungsverbandes LSA
- Mitglied im Kuratorium des Klosters Jerichow